# Neoporus gaudens
Neoporus gaudens är en skalbaggsart som först beskrevs av Henry Clinton Fall 1923.  Neoporus gaudens ingår i släktet Neoporus och familjen dykare. Inga underarter finns listade i Catalogue of Life.